# Авинов, Сергей Александрович
Сергей Александрович Авинов (1831—1906) — русский генерал от инфантерии (14 мая 1896), участник русско-турецкой войны 1877—1878 гг.

## Биография
Сын адмирала Александра Павловича Авинова. Образование получил в Пажеском корпусе, на службе с 11 октября 1846. 26 мая 1849 выпущен прапорщиком в лейб-гвардии Преображенский полк.
В 1849 году участвовал в делах и походах против Венгрии, а во время Крымской войны находился в составе войск, охранявших Балтийское побережье. В 1859 году был переведен на службу в Грузинский гренадерский полк и участвовал с ним в целом ряде экспедиций против кавказских горцев, закончившихся штурмом Гуниба и пленением Шамиля. В период 1861—1862 гг. Авинов принимал участие в экспедиции против горцев в Кубанской области в составе Адолумского отряда; затем, в период 1863—1864 гг. он участвовал в экспедиции в землю шапсугов, а в 1866 г. — в экспедиции в Абхазию. За отличия, оказанные разновременно в делах против горцев, Авинов был награждён: чинами подполковника и полковника, орденами св. Анны 3-й степени с мечами и бантом (1859 г.), св. Станислава 2-й степени с короной и мечами (1 октября 1863 года), св. Анны 2-й степени с мечами и короной.
С 10 декабря 1865 по 10 декабря 1873 командир 75-го Севастопольского пехотного полка, 10 декабря 1873 произведён в генерал-майоры и получил должность командира 2-й бригады 39-й пехотной дивизии, а 9 июня 1875 назначен командиром 1-й бригады Кавказской гренадерской дивизии. Во главе этой бригады Авинов участвовал в кампании 1877—1878 гг. (в боях у Зивина — 12 июня и у Деве-Бойну — 23 октября, а также при неудачной операции у Эрзерума в ночь с 27 на 28 октября), за которую награждён золотой саблей с надписью «За храбрость» (7 декабря 1877 г.) и золотой шашкой, украшенной алмазами с надписью «За храбрость» (12 марта 1879 г.), орденами св. Станислава 1-й степени с мечами (1877 г.) и св. Анны 1-й степени с мечами (1879 г.). 23 декабря 1878 г. был удостоен ордена св. Георгия 4-й степени:
За бой под Авлиаром, 3 Октября 1877 года, где принимал личное участие в штурме и своею распорядительностию способствовал успеху дела.
22 февраля 1880 назначен командующим 20-й пехотной дивизии, в 1882 году получил орден св. Владимира 2-й степени, 15 мая 1883 произведен в генерал-лейтенанты с утверждением в должности начальника 20-й пехотной дивизии, 2 августа 1883 назначен начальником 9-й пехотной дивизии, а 16 июля 1885 — начальником Кавказской гренадерской дивизии.
С 8 марта 1893 состоял в распоряжении Военного министра, с 19 мая 1895 состоял членом Александровского комитета о раненых.
Умер 24 декабря 1906 года в Санкт-Петербурге. Был похоронен на кладбище Новодевичьего монастыря; могила утрачена.